# K.Mookahalli, Chamarajanagar
K.Mookahalli là một làng thuộc tehsil Chamarajanagar, huyện Chamarajanagar, bang Karnataka, Ấn Độ.